# Lancia 506
Le Lancia 506 est un véhicule militaire léger conçu par le constructeur italien Lancia V.I., en 1958 pour prolonger la réussite obtenue avec le Lancia TL 51 lancé en 1950.

## Histoire
À la fin de la Seconde Guerre mondiale, les sanctions internationales contre l'Italie sont très importantes. le pays ne sera autorisé à reconstruire son potentiel militaire de défense qu'après 1949, avec sa participation active à la constitution de l'ONU.
C'est d'ailleurs l'ONU qui passera commande à l'Italie d'un véhicule très spécial destiné au génie militaire pour la construction de ponts provisoires. C'est ainsi que les différents constructeurs italiens, Alfa Romeo, Fiat, Lancia et OM vont recevoir un nombre important de commandes pour tous types de matériels.
Lancia sera chargé de réaliser un camion et tracteur d'infanterie léger CL/TL 51 ce qui, en code de l'armée italienne, signifie : C = camion - T = tracteur - L = léger - 51 = année de la commande.
Le modèle Lancia TL 51 disposait d'un moteur essence Lancia 4 cylindres en V étroit, traditionnel chez Lancia, Tipo 200.05 de 2.535 cm3 développant 62,5 Ch à 3.200 tours par minute. Le couple s'élevait à 18 mKg à seulement 1.750 tours. La distribution était à soupapes en tête. Il pouvait franchir des pentes à 117% et avait une garde au sol de 286 mm. Il pouvait passer un gué de 65 cm sans aucun problème. Mesurant 4,65 mètres, il avait un diamètre de braquage entre murs d'à peine 11,0 mètres. Il disposait d'une boîte de vitesses à 5 rapports avec réducteur lui garantissant une vitesse maxi de 60 km/h.
Le Lancia TL 51, fabriqué à plus de 7.000 exemplaires en 10 ans, directement par Lancia et d'autres sous licence à l'étranger, avait garanti au constructeur turinois une activité régulière liée aux commandes des armées de l'OTAN. Voulant renouveler cette heureuse expérience, Carlo Pesenti, alors patron du groupe Lancia (automobiles et poids lourds), répondit à l'appel d'offres de l'OTAN pour la fourniture de 2.400 exemplaires d'un camion de 5 tonnes sur 3 ans en proposant le nouveau Lancia 506. Vu la concurrence et le prix assez élevé du modèle et de toutes les productions Lancia.

## Le camion militaire Lancia 506
La conception du camion militaire Lancia 506 a été décidée par son patron de l'époque, Carlo Pesenti, aussi patron du cimentier Italcementi, qui voulait remporter l'appel d'offres international de l'OTAN et la commande de 2.400 exemplaires d'un camion de 5 tonnes tout terrain.
L'étude débute en 1958 et le premier prototype du modèle est présenté la même année. À cause d'un coût jugé peu compétitif par rapport aux concurrents, il ne sera pas retenu par l'OTAN mais l'armée italienne passera une petite commande de 389 exemplaires en plusieurs lots. Dans la version de série reprend sans modifications la version OTAN avec une cabine militaire très anguleuse rabattable. Doté d'un moteur essence de 7 litres, il développe une puissance peu commune de 170 ch DIN alors que ses concurrents sont limités à 90/100 ch, il se distingue par des capacités de franchissement d'obstacles en tout terrain sans équivalent. Une dizaine d'exemplaires sera même achetée par la société Snam pour ses équipes de recherche pétrolière dans le désert.
En 1959, pour élargir son offre, Lancia présente une version particulière du 506, le 506.12, camion civil qui ne pourra jamais être homologué car mesurant 2.92 mètres de largeur. Ce châssis cabine était en fait destiné à une utilisation particulière dans les aéroports pour être équipé en grue pour avions, déneigeuse extra large des pistes, canon à mousse en cas d'accident ou engin de lutte contre l'incendie. Ces équipements éatant l'œuvre des sociétés Belotti et Bergomi de Gènes. On dénombre une centaine d'exemplaires produits.
En 1960, Lancia présente un engin construit sur la base du 506, le 206. Ce camion est un 6x6 avec le tandem arrière chenillable. La production en série ne sera jamais lancée, seuls 4 prototypes seront produits.
En 1967, Lancia présente deux nouveaux prototypes dérivés du 506 :
- Lancia 506.137 - prototype de camion amphibie, reprenant le concept du fameux Fiat 6640A lancé en 1952, mais sans sa carrosserie de bateau, un camion "normal" avec cabine étanche pouvant accueillir le conducteur et 2 passagers, pouvant transporter 10 personnes assises sur le plateau arrière ou 850 kg de marchandises.
- Lancia 506.434 - prototype de camion de plus grandes dimensions que le 506.00 de base équipé de roues monotraces type désert très basse pression et d'une cabine ouverte, couverte d'une capote en toile. Ce véhicule destiné aux opérations à mener dans les zones désertiques aurait, semble-t-il, servi de référence pour la conception du Fiat CP 70, camion militaire des années 1970.

## La production
La production exacte du Lancia 506 est incertaine. Des archives du constructeur font état de 169 exemplaires produits et livrés entre 1959 et 1963 et 389 véhicules au total jusqu'à fin 1968. Par contre, le tableau récapitulatif des immatriculations de l'Aeronautica Militare et de l'Esercito (armée de terre) italiens déclarent avoir immatriculé 500 exemplaires du Lancia 506 et le tableau récapitulatif des immatriculations des véhicules du corps national des pompiers italiens dénombre 19 unités. Il semble que le nombre de Lancia 506 produits soit  supérieur à 500.

Comme il est de règle en Italie, les constructeurs ne déclarent jamais le nombre d'exemplaires vendus aux corps des armées italiennes et étrangères.